# 巴黎戀人
《巴黎戀人》（韓語：파리의 연인）為韓國SBS自2004年6月12日起播出的週末特別計劃劇，編劇金銀淑和導演申宇哲合作的《戀人系列》之第一部，以現代法國巴黎場景作為故事開端。

## 劇情介紹
女主角姜苔玲(金廷恩 飾)在父親去世後，背負著父親的夢想前往巴黎留學。在巴黎的日子得靠打工才能維持生計。有一天她找到在富商韓啟柱(朴新陽 飾)家裡打雜的工作。男主角韓啟柱是韓國GD汽車集團的社長，擁有數億資產的財團，具貴族、紳士的氣息；因為經歷過父親安排的婚姻，最後以失敗收場，而造成他對愛情的恐懼。在法國遇上苔玲時，啟柱被苔玲坦率的言行、單純的思想所吸引。另一方面，自小離家、個性不羈的尹修赫(李東健 飾)是啟柱的外甥，也對苔玲一見鍾情。面對兩個性格不同，卻都對自己一往情深的男人，苔玲開始了艱難的愛情抉擇......。

## 演員陣容

### 主要人物
| 演員                | 角色   | 介紹                                                                   |
| 朴新陽 童年：周民秀 | 韓啟柱 | 在法國經商的成功商人。                                                 |
| 金廷恩              | 姜苔玲 | 到法國唸書的留學生，靠打工勉強維持生活。偶然的機會應徵啟柱的韓國管家。 |
| 李東健 童年：李智民 | 尹修赫 | 啟柱的外甥。                                                           |

### 周邊人物
| 演員   | 角色   | 介紹                                     |
| 吳珠恩 | 文允兒 | 啟柱的未婚妻。                           |
| 金瑞亨 | 白升景 | 啟柱的前妻，CSV本部長。                  |
| 鄭愛利 | 韓啟慧 | 韓會長的女兒，啟柱的姊姊，修赫的媽媽。   |
| 金聖源 | 韓成訓 | GD汽車會長，啟柱的爸爸，修赫的外祖父。   |
| 朴英智 | 崔元在 | GD汽車的高層，從年輕時就在會長底下做事。 |
| 趙恩智 | 李良美 | 苔玲的朋友。                             |

### 其他人物
| 演員   | 角色       | 介紹                                           |
| 成東日 | 姜必甫     | 苔玲的叔叔。                                   |
| 金永燦 | 姜建       | 苔玲的堂弟。                                   |
| 李世昌 | 朴正赫     | 啟柱的大學同學，J汽車的社長。                  |
| 金相淳 | 文熙元     | 允兒的爸爸。                                   |
| 徐權順 | 美子       | 允兒的媽媽。                                   |
| 尹英俊 | 甘承俊     | 啟柱的秘書。                                   |
| 沈賢燮 | 朴英載     | 良美在csv的同事。                              |
| 金佳妍 | 佳妍       | 良美在csv的上司。                              |
| 張恩妃 | 咖啡店客人 | 苔玲不小心將飲料打翻在其身上的客人。           |
| 金青   | 勃第艾夫人 | 歐洲租車公司總裁的妻子，是苔玲江陵女高的學姊。 |
| 金亨範 | 宗根       | 酒吧老闆，修赫的朋友。                         |
| 權昭賢 |            |                                                |

## 其他搭配歌曲
- 台灣八大戲劇台版本
  - 片頭曲：范瑋琪、張韶涵《猜不透》
  - 片尾曲：王力宏《一首簡單的歌》、蔡依林《怕什麼》

## 播出反應

### 韓國
- 2004年播出時，是近五年韓國收視率成長最快的電視劇，於第7集突破40%，超越《大長今》、《野人時代》等劇，被稱為「國民電視劇」。結局創下56.3%的高收視率，為韓國2004年單集第二高收視率紀錄。
- 廣告主戲稱《巴黎戀人》播出時段為「巴黎時間」，出高價逼得電視台破例安插廣告。
- 2004年韓國首爾觀眾票選最受喜愛電視劇第一名。
- 2004年韓國媒體人票選最佳電視劇。
- 男主角朴新陽因此片榮獲2004韓國媒體人票選最佳演技獎。

### 其他
- 在菲律賓時，ABS-CBN在黃金時段所播放，屬於koreanovelas系列。在一開始播放時為27.1%，一星期後竄升為36% ，並且為同時段的收視率冠軍。朴新陽為苔玲彈琴的片段為收視率最高的一集。其收視率50.6%，居冠直到最後一集，46.8%。居韓劇系列之冠。

- 在日本時，在1月1日，2005由Nippon TV satellite所播放，獲得了廣泛的成功，其收視率巔峰為26.1%。

- 2007年台灣八大電視台再度重播，收視率更勝《我叫金三順》及《浪漫滿屋》重播。

## 獲獎
| 年份   | 頒獎典禮           | 獎項               | 獲獎者                 |
| ------ | ------------------ | ------------------ | ---------------------- |
| 2004年 | SBS演技大賞        | 大賞               | 朴新陽、金廷恩         |
| 2004年 | SBS演技大賞        | 十大明星獎         | 朴新陽、金廷恩、李東健 |
| 2004年 | SBS演技大賞        | 特別企劃部門演技獎 | 李東健                 |
| 2004年 | SBS演技大賞        | 童星獎             | 金永燦                 |
| 2005年 | 第41屆百想藝術大賞 | 大賞               | 《巴黎戀人》           |
| 2005年 | 第41屆百想藝術大賞 | 女子最優秀演技獎   | 金廷恩                 |
| 2005年 | 第41屆百想藝術大賞 | 劇本獎             | 金銀淑、姜恩真         |
| 2005年 | 第41屆百想藝術大賞 | 人氣獎             | 李東健                 |

## 韓國收視率
| 集數   | 首爾  | 全國  |
| ------ | ----- | ----- |
| 第1集  | 23.9% | 23.6% |
| 第2集  | 27.6% | 25.9% |
| 第3集  | 33.1% | 31.9% |
| 第4集  | 34.0% | 32.5% |
| 第5集  | 37.1% | 35.0% |
| 第6集  | 37.9% | 37.1% |
| 第7集  | 42.8% | 40.5% |
| 第8集  | 44.4% | 43.6% |
| 第9集  | 44.1% | 42.5% |
| 第10集 | 48.4% | 46.1% |
| 第11集 | 44.9% | 44.1% |
| 第12集 | 51.9% | 49.5% |
| 第13集 | 48.4% | 47.0% |
| 第14集 | 51.1% | 50.0% |
| 第15集 | 38.7% | 37.6% |
| 第16集 | 38.7% | 39.2% |
| 第17集 | 41.7% | 41.3% |
| 第18集 | 52.2% | 51.5% |
| 第19集 | 53.1% | 51.3% |
| 第20集 | 57.6% | 56.3% |

## 原聲帶
1. Title 翅膀（吉他版）
2. 純純的愛 - 明仁姬
3. 唯有你 - 曹成模
4. Moon River 月河（小提琴版）：電影經典名曲
5. Romantic Love 浪漫愛情 - 蔡恩庭
6. 陪在你身邊 - 曹成模
7. Before the Rain 下雨之前（演奏版）
8. Tonight 今晚 - 劉真（SPACE-A）
9. Moon River 月河（薩克斯風版）
10. 謊言 - 李楠（姜仁漢）
11. In my Dream（演奏版）
12. 愛的感覺 - 金孝珍
13. 純純的愛 （演奏版）
14. 是你嗎 - 李民英
15. 什麼都別說 - SOUL FOOD
16. 唯有你（薩克斯風版）

## 腳註
1. ↑  박신양 김정은, ‘2004 SBS 연기대상’ 공동대상 수상
2. ↑  .   [2014-03-14]. （原始内容存档于2016-04-26）.

## 外部連結
- 韓國SBS官方網站 （页面存档备份，存于）
- 臺灣GTV官方網站（繁體中文）
- 香港ATV官方網站（繁體中文）

| SBS 週末特別計劃劇                         | SBS 週末特別計劃劇                         | SBS 週末特別計劃劇 |
| ------------------------------------------ | ------------------------------------------ | ------------------ |
|                                            | 巴黎戀人 （2004年6月12日 - 2004年8月15日） |                    |
| 走向暴風 （2004年3月13日 - 2004年5月30日） | 魔術 （2004年8月28日 - 2004年10月17日）    |                    |

| 臺灣 八大戲劇台 星期一至五 22:00 - 23:00 | 臺灣 八大戲劇台 星期一至五 22:00 - 23:00     | 臺灣 八大戲劇台 星期一至五 22:00 - 23:00 |
| ---------------------------------------- | -------------------------------------------- | ---------------------------------------- |
|                                          | 巴黎戀人 （2005年1月5日 - 2005年2月24日）    |                                          |
| -                                        | 愛情的條件 （2005年2月25日 - 2005年5月25日） |                                          |

| 新加坡、 马来西亚、 印度尼西亞 ONE 星期二至五 16:15 - 18:35（UTC+8） | 新加坡、 马来西亚、 印度尼西亞 ONE 星期二至五 16:15 - 18:35（UTC+8） | 新加坡、 马来西亚、 印度尼西亞 ONE 星期二至五 16:15 - 18:35（UTC+8） |
| -------------------------------------------------------------------- | -------------------------------------------------------------------- | -------------------------------------------------------------------- |
|                                                                      | 巴黎恋人 （2021年12月7日—2021年12月23日）                            |                                                                      |
| 我的女孩 （2016年12月6日—2016年12月27日）                            | 舉重妖精金福珠 （2023年2月9日—2023年3月7日）                         |                                                                      |